# Elena Gorolová
Elena Gorolová (ur. 2 stycznia 1969) – czeska obrończyni praw człowieka pochodzenia romskiego, pracująca jako pracownik socjalny w Ostrawie.

## Biografia
W 1990 roku, w  wieku 21 lat została przymusowo wysterylizowana w szpitalu po urodzeniu drugiego syna poprzez cesarskie cięcie.
Miała nadzieję na kolejne dziecko i nie wyraziła świadomej zgody na zabieg. Od tego czasu prowadzi kampanię przeciwko przymusowej sterylizacji i dyskryminacji kobiet romskich w Czechach i opowiada się za zadośćuczynieniem i świadomością przymusowych sterylizacji. Jest rzeczniczką Grupy Kobiet, która została poszkodowana przez wymuszoną sterylizację i członkinią czeskiej organizacji Vzájemné soužití (Life Together).